# Kagamiishi
Kagamiishi (japanska: 鏡石町?, Kagamiishi-machi) är en landskommun (köping) i Fukushima prefektur i Japan.  